# Bison (obrněné vozidlo)
Bison bylo obrněné vozidlo či spíše mobilní kulometné hnízdo určené pro obranu letišť britské RAF během krizového období let 1940–41, kdy Spojenému království hrozila invaze nacistického Německa. Šlo o improvizovaný bojový prostředek, vyznačoval se použitím levného betonu namísto nedostatkového kovového pancíře. Podle ochranné známky betonářského výrobce Concrete Limited dostal jméno Bison. K bojovému nasazení vozidel nakonec nedošlo.

## Vznik
Během Bitvy o Británii bylo pro Brity klíčové udržení bojeschopnosti svých letišť. Po zkušenostech z německé invaze do Norska, kde Němci proti letištím úspěšně použili výsadkáře, potřebovali Britové na obranu letišť obrněná vozidla či tanky. O většinu této techniky však britská armáda přišla během Bitvy o Francii a při následné evakuaci Dunkerque. Jako nouzové řešení byla zvolena výroba betonem obrněných vozidel, která měla sloužit jako pohyblivá kulometná hnízda.

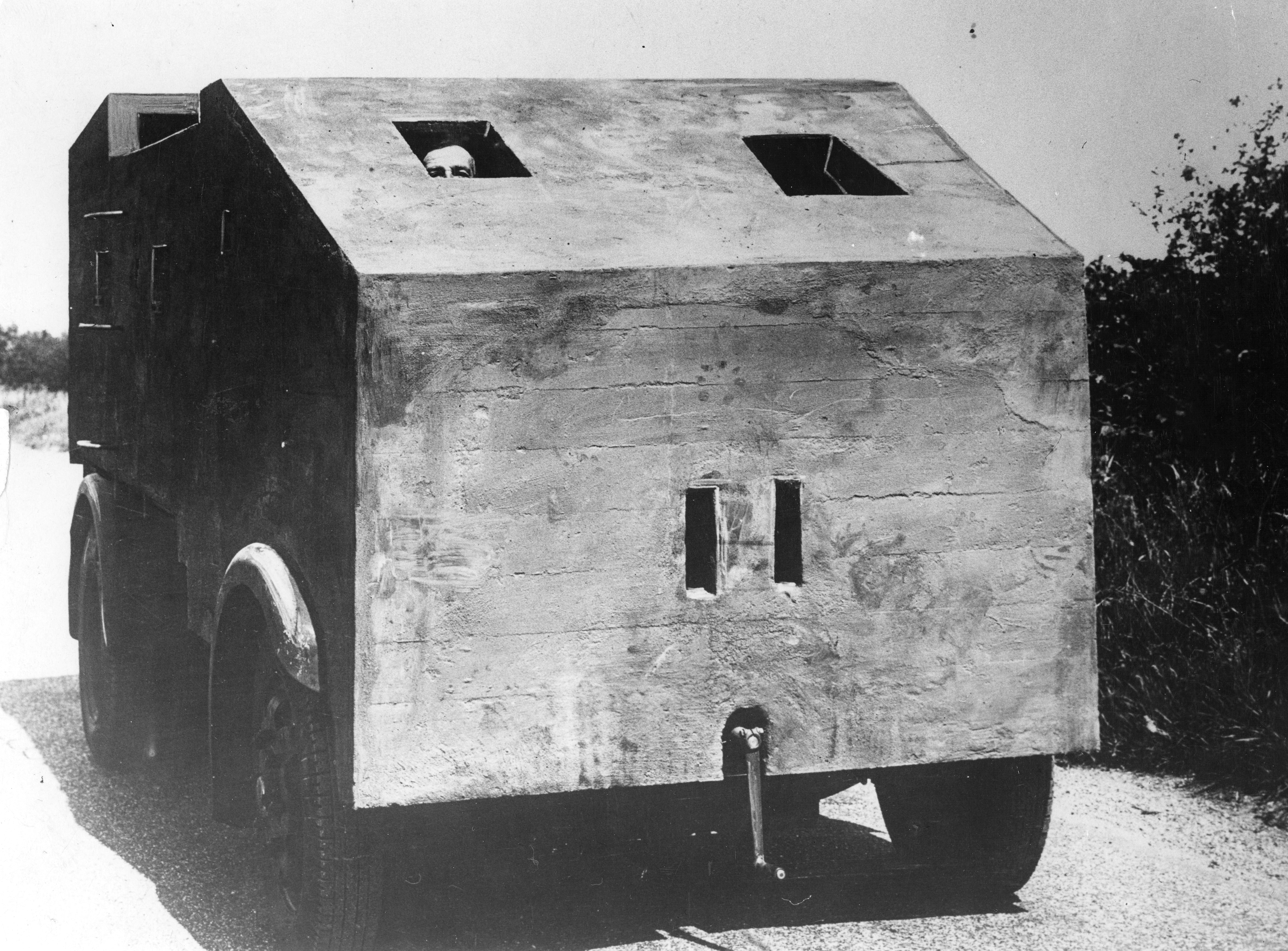
Bison postavený na krátkém podvozku

## Popis
Jednalo se o atypická vozidla postavená na různých podvozcích starých nákladních automobilů. Nástavbu tvořila kabina řidiče a bojový prostor, obojí chráněné betonovým „pancířem“ o tloušťce cca 150 mm. Celkem bylo vyrobeno 200–300 kusů ve třech typech. Posádku tvořili čtyři či více mužů.